# Олитијау
Олитијау (енгл. Olitiau) је наводно криптид из Камеруна.

## Опис криптида
Описује се као биће налик на птеросаура. Има кожната крила распона од 1,82 до 3,65 метра. налик крилима код шишмиша, црну-тамносмеђу кожу без длака, има танак и кратак врат, дуг кљун са ситним зубима дугим око 5 центиметара, и мале кратке ноге.